# Vänoxa
Vänoxa est une île de l'archipel finlandais à Kimitoön en Finlande.

## Géographie
Vänoxa est à environ 56 kilomètres au sud de Turku.
Vänoxa à une superficie de 4,87 km2 et sa plus grande longueur est de 3,8 kilomètres dans la direction nord-sud,.
Vänoxa est la plus grande des îles de la partie orientale des îles d'Hiittinen, avec l'île voisine d'Ängesön-Bergön. 
Un détroit étroit sépare les deux îles les unes des autres.
Avec les îles voisines, Vänoxa appartient au village de Vänoxa, dont la ferme est située sur l'île.
Vänoxa est desservi par le traversier M/S Stella. 
L'île a un parcours de golf de 10 trous.